# Slimonia
Slimonia és un gènere d'euriptèrides de gran mida que visqueren en el Silurià; està estretament relacionat amb Pterygotus. Slimonia era molt semblada al Pterygotus, tret que el tèlson és més gran, i que el seu cos era més petit i més prim. La principal diferència entre els dos gèneres, no obstant això, és que Slimonia era exclusivament d'aigua dolça, mentre que Pterygotus vivia en els estuaris. Slimonia depredava peixos d'aigua dolça més petits, com heterostracis i osteostracis primerencs estripant-los amb les seves grans pinces. L'espècie més grossa de Slimonia era enorme, al voltant de dos metres de longitud. Les seves potes eren primes pel que probablement era un depredador d'emboscada. Els pulmons estaven a la part inferior del cos en una sèrie de plecs.